# AIM-4 Falcon
AIM-4 Falcon — перша керована ракета класу «повітря — повітря» на озброєнні військово-повітряних сил Сполучених Штатів Америки. Розробка почалась у 1946 році. Розробкою ракети займалася компанія Hughes Aircraft Company. Ракета була вперше випробувана у 1949 році і надійшла на озброєння до ВПС США у 1956. Ракета вироблялася у двох варіантах: з радарним та з інфрачервоним наведенням.
Ракета початково була розроблена для перехоплення повільних бомбардувальників з обмеженою маневровістю, тому показала себе неефективною проти швидких і маневрових винищувачів під час В'єтнамської війни. Всього за допомогою цієї ракети було знищено п'ять літаків.
В зв'язку з низькою ефективністю AIM-4 в повітряних боях, винищувачі F-4 Phantom II були модифіковані для використання значно ефективнішої AIM-9 Sidewinder, яка досі використовується ВПС США.

## Розробка
Розробка керованої ракети класу «повітря — повітря» розпочалася у 1946 році. Контракт на розробку дозвукової ракети з кодовою назвою MX-798 був наданий компанії Hughes Aircraft, який незабаром зробив можливим розробку надзвукової ракети MX-904. Початкова мета цих ракет була для надання можливості самозахисту бомбардувальникам, але потім, у 1950, було вирішено, що ці ракети повинні використовуватися винищувачами в тому числі для перехоплення інших літаків.
Перші випробування були проведені у 1949. Тоді вона мала офіційну назву AAM-A-2 і саме в цей час ракета отримала свою неофіційну назву Falcon, що в перекладі на українську мову означає сокіл. Через правила найменування ракет, згідно з якими для цього використовувались найменування винищувачів та бомбардувальників, в 1951 році ракета була перейменована в F-98. Але в 1955 році правила змінилися, і ракета отримала назву GAR-1. В 1962 році ракета була знову перейменована та отримала свою останню назву — AIM-4.
Перші моделі — GAR-1 та GAR-2 були прийняті на озброєння у 1956 році. Вони встановлювались на винищувачі Northrop F-89 Scorpion, McDonnell F-101B Voodoo, Convair F-102 Delta Dagger та F-106 Delta Dart.
Ракета GAR-1 використовувала напів-активне радарне наведення, що дозволяло їй наводитись на об'єкти на відстані до 8 кілометрів. Близько 4000 ракет цієї модифікації було вироблено. Пізніше, вони були замінені на 
GAR-1D (пізніше перейменовані в AIM-4A), які мали збільшені керуючи поверхні. Ракет цієї модифікації було вироблено близько 12000.
Ракета GAR-2 використовувала інфрачервоне наведення. Її використання було обмежене тим, що вона могла наводитися тільки під час переслідування цілі. Попри те, її перевагою було те, що для наведення їй був не потрібен радіо сигнал від літака. Вона мала однакову з GAR-1 відстань наведення, та була на 40 міліметрів довша і на 7 кілограм важча за GAR-1. Пізніше ракети цієї модифікації вироблялися в варіанті GAR-2A (пізніше перейменована на AIM-4C), які мали більш чутливу голівку самонаведення. Всього ракет цих модифікації було вироблено близько 26000.
В 1956 році Hughes Aircraft розробили нову, трохи збільшену модифікацію ракети Falcon яку неофіційно назвали Super Falcon. Super Falcon мав більш потужний й довше працювавший ракетний двигун, завдяки якому було збільшено швидкість та радіус дії. Він мав значно більший заряд вибухівки (13 кілограм, на відміну від 3 кілограм в GAR-1 та GAR-2). Ракети Super Falcon з напів-активним радарним наведенням отримали назви GAR-3 (AIM-4E) і GAR-3A (AIM-4F), а з інфрачервоним наведенням — GAR-4A (AIM-4G). Всього було побудовано близько 2700 GAR-3 та 3400 GAR-4.
Останньою модифікацією ракети Falcon була GAR-2B (AIM-4D), яка надійшла на озброєння 1963 році. Вона мала легший і менший корпус GAR-1/GAR-2 та покращену інфрачервону голівку самонаведення від GAR-4A/AIM-4G.
Більша версія ракети Falcon, що могла нести атомну боєголовку потужністю 0.25 кілотонн, була розроблена під назвою GAR-11(AIM-26 Falcon). Вона була розроблена для надійного перехоплення тяжких бомбардувальників супротивника, і є єдиною в світі керованою ракетою класу «повітря — повітря», яка може нести атомну боєголовку.

## Використання
Ракети Falcon мали дуже низьку ефективність. З десятків тисяч вироблених ракет тільки п'ять влучили і знищили ціль. Серед головних причин є відсутність неконтактної детонації, через що ракета мусила безпосередньо влучити в ціль, щоб здетонувати.